# Лерна (Іллінойс)
Лерна (англ. Lerna) — селище (англ. village) в США, в окрузі Коулс штату Іллінойс. Населення — 226 осіб (2020).

## Географія
Лерна розташована за координатами 39°25′4″ пн. ш. 88°17′20″ зх. д. / 39.41778° пн. ш. 88.28889° зх. д. (39.417886, -88.288785).  За даними Бюро перепису населення США в 2010 році селище мало площу 0,30 км², уся площа — суходіл.

## Демографія
Згідно з переписом 2010 року, у селищі мешкало 286 осіб у 112 домогосподарствах у складі 83 родин. Густота населення становила 944 особи/км².  Було 129 помешкань (426/км²).
Расовий склад населення:
| - 96,2 % — білих - 0,7 % — азіатів |

До двох чи більше рас належало 3,1 %. Частка іспаномовних становила 2,8 % від усіх жителів.
За віковим діапазоном населення розподілялося таким чином: 23,8 % — особи молодші 18 років, 65,4 % — особи у віці 18—64 років, 10,8 % — особи у віці 65 років та старші. Медіана віку мешканця становила 40,3 року. На 100 осіб жіночої статі у селищі припадало 107,2 чоловіків;  на 100 жінок у віці від 18 років та старших — 109,6 чоловіків також старших 18 років.
Середній дохід на одне домашнє господарство  становив 50 633 долари США (медіана — 47 917), а середній дохід на одну сім'ю — 57 931 долар (медіана — 53 438). Медіана доходів становила 33 750 доларів для чоловіків та 33 333 долари для жінок. За межею бідності перебувало 24,7 % осіб, у тому числі 38,4 % дітей у віці до 18 років та 13,9 % осіб у віці 65 років та старших.
Цивільне працевлаштоване населення становило 134 особи. Основні галузі зайнятості: виробництво — 24,6 %, мистецтво, розваги та відпочинок — 14,2 %, освіта, охорона здоров'я та соціальна допомога — 12,7 %, транспорт — 11,9 %.